# Spirostreptus coarctatus
Spirostreptus coarctatus är en mångfotingart som beskrevs av Porath 1872. Spirostreptus coarctatus ingår i släktet Spirostreptus och familjen Spirostreptidae. Inga underarter finns listade i Catalogue of Life.